# Estação Buikslotermeerplein
Buikslotermeerplein é uma das estações terminais da futura linha 52 do metro de Amsterdão, nos Países Baixos.